# Zenepalota

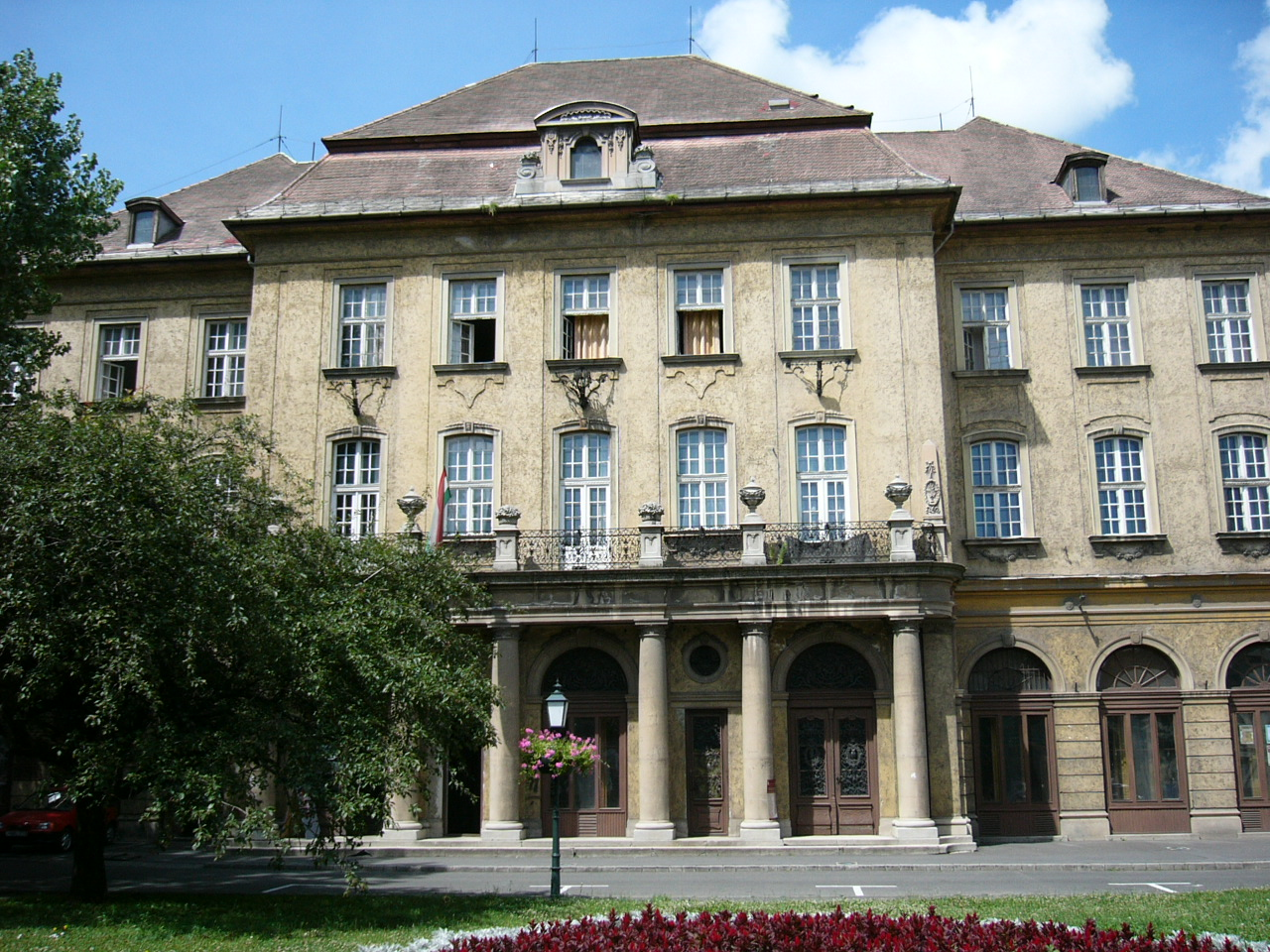
Byggnaden från framsidan

Zenepalota eller Musikpalatset är en byggnad vid Bartókplatsen i Miskolc, Ungern. Byggnaden används av Béla Bartók sekundärskola och Béla Bartóks musikinstitut (en fakultet vid Miskolcs Universitet). Palatset designades av Gyula Waelder i neobarockstil och byggdes mellan 1926 och 1927. Konstruktionen var finansierad med lån från USA, precis som med hotellet i Lillafüred och marknadsplatsen vid Búza tér.
Musikinstitutet, från början namngivet efter violinisten Jenő Hubay, flyttade in i byggnaden 1927 på den 25:e födelsedagen efter grundandet. 
Palatset har en betydande roll i det kulturella livet i staden. Den har bland annat en stor konserthall där konserter regelbundet håller till.